# Jorge Soler
Jorge Carlos Soler Castillo (L'Avana, 25 febbraio 1992) è un giocatore di baseball cubano, esterno destro per i Miami Marlins della Major League Baseball.

## Carriera

### Inizi e Minor League (MiLB)

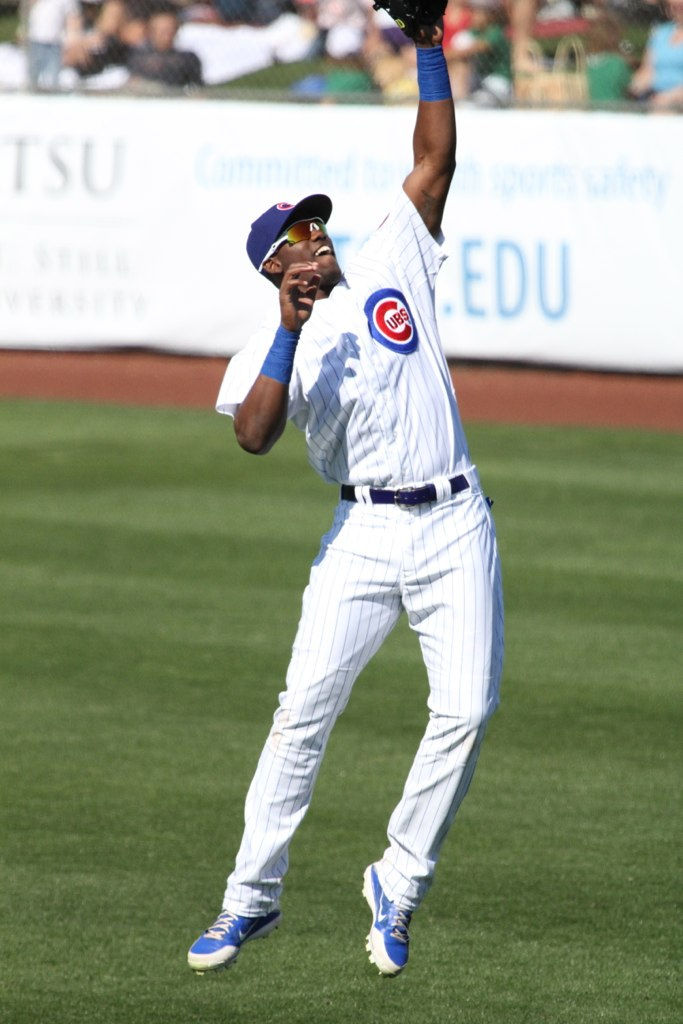
Soler con i Cubs durante lo spring training 2013

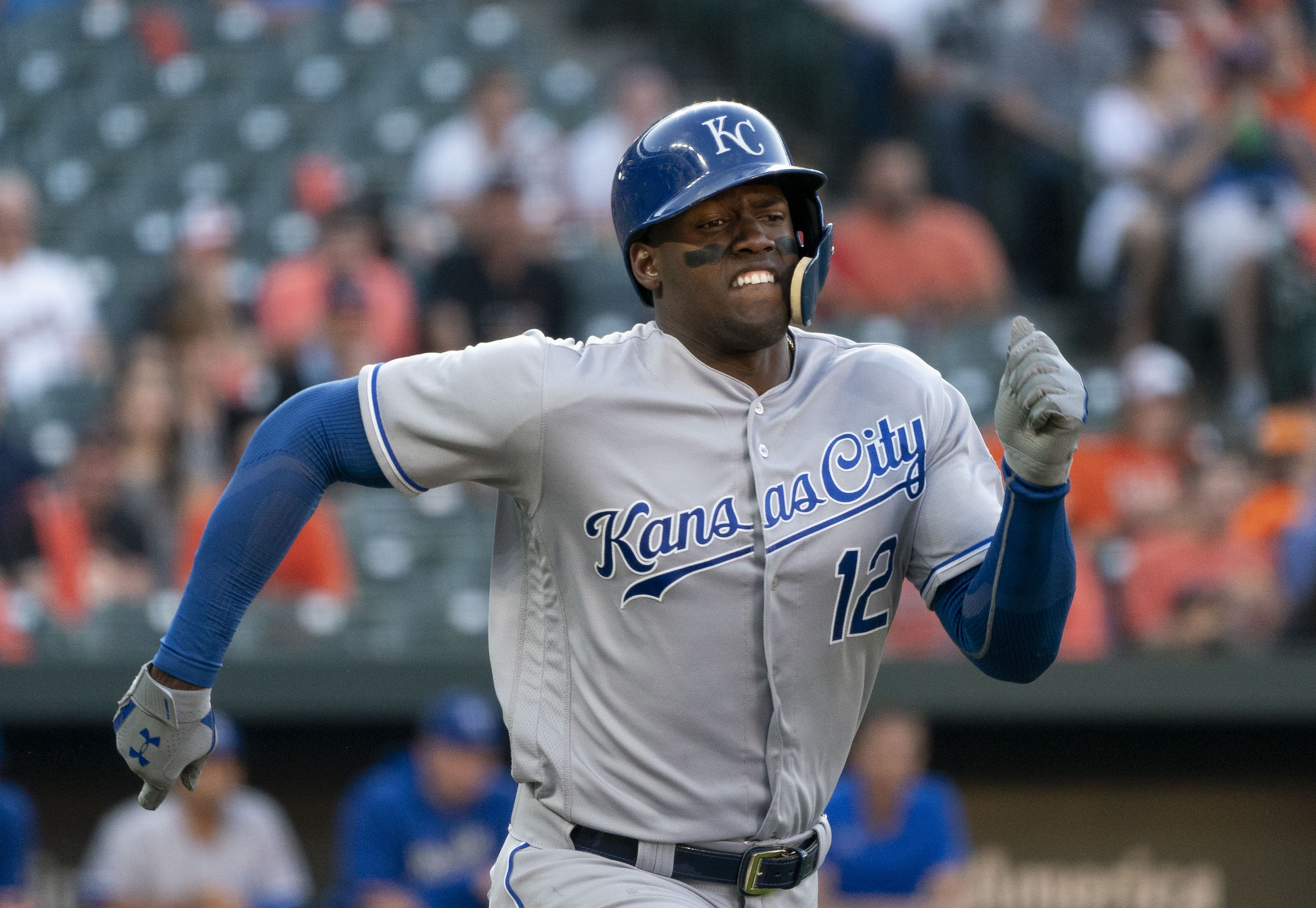
Soler con i Royals nel 2018

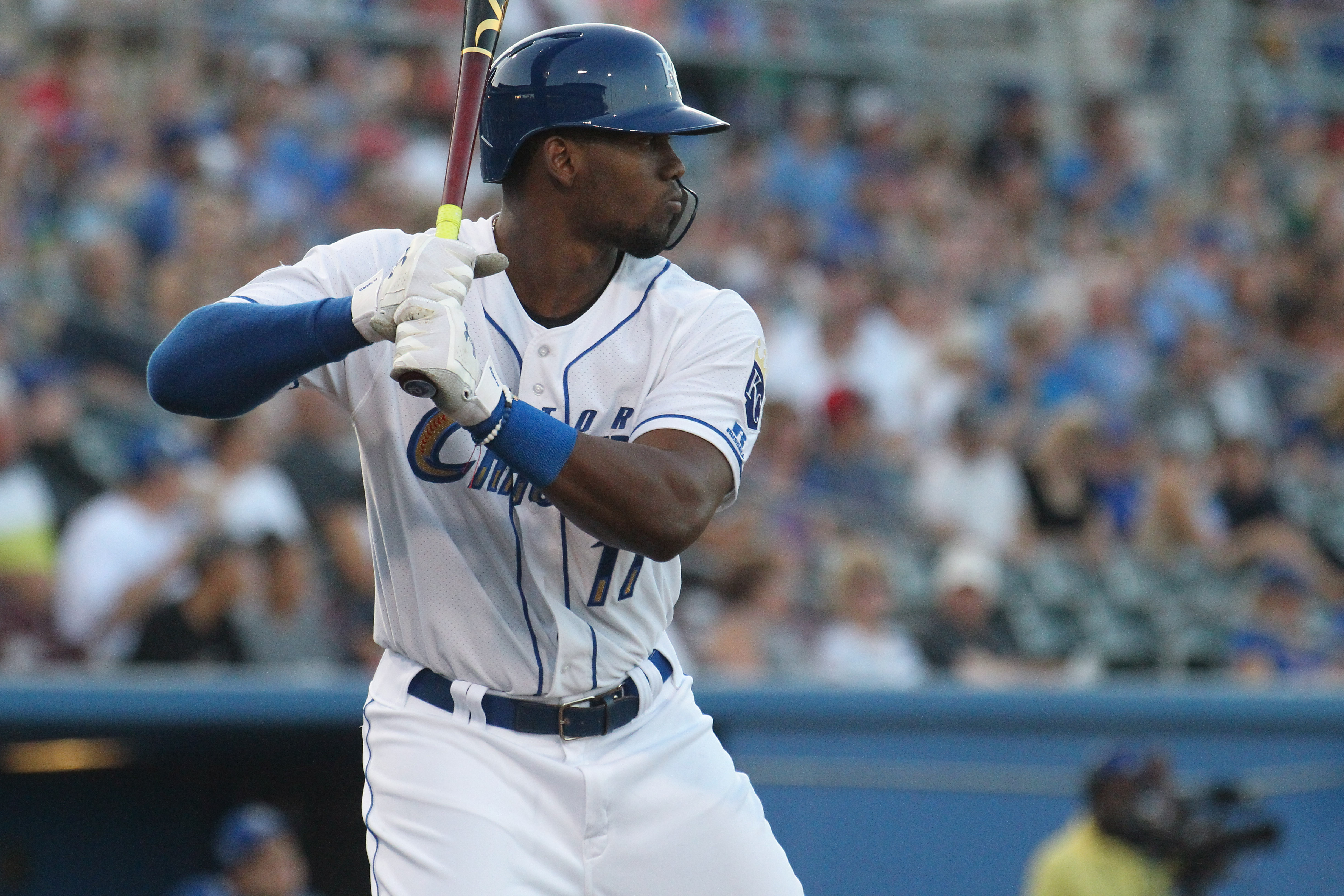
Soler in battuta nel 2018

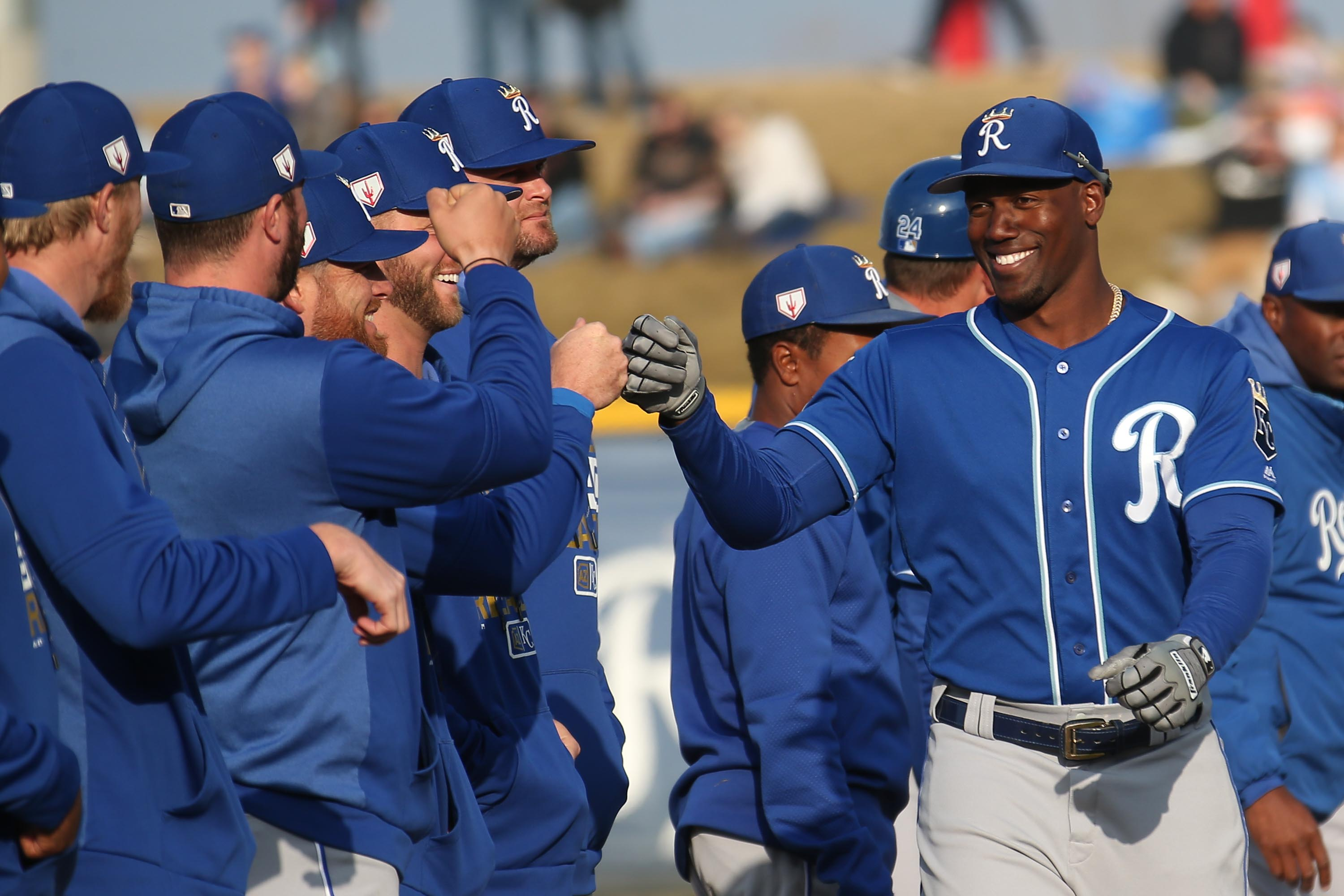
Soler durante una partita di esibizione contro gli Omaha Storm Chasers nel 2019

Nato nella capitale cubana, Soler iniziò la carriera nel baseball nel suo stato natio. Esordì nella Serie Nacional de Béisbol, il campionato cubano, nel 2009 con i Vaqueros de la Habana. Nel 2010 partecipò con la nazionale cubana al campionato del mondo under 18, conquistando la medaglia di bronzo. Continuò poi a giocare con i Vaqueros fino al 2011, quando defezionò da Cuba. Stabilì la sua residenza ad Haiti e venne accettato negli Stati Uniti il 2 giugno 2012, diventando free agent della MLB.
Firmò il 12 giugno 2012, un contratto di nove anni dal valore complessivo di 30 milioni di dollari, con i Chicago Cubs. Venne assegnato nella classe Rookie, in cui giocò la sua prima partita il 19 luglio. Il 10 agosto venne promosso nella classe A, dove concluse la stagione. Nel 2013 militò per l'intero campionato. Iniziò la stagione 2014 nella Doppia-A, ottenendo la promozione nella Tripla-A, il 24 luglio dello stesso anno.

### Major League (MLB)
Soler debuttò nella MLB il 27 agosto 2014, al Great American Ball Park di Cincinnati contro gli Cincinnati Reds. Schierato come esterno destro titolare, colpì come sua prima valida un fuoricampo, nella sua prima apparizione in battuta. Nell'ottavo inning della stessa partita, colpì un singolo che consentì alla squadra di segnare un punto, ottenendo così il primo RBI. Il 29 agosto contro i Cardinals, colpì due home run consecutivi nella stessa partita (il secondo da due punti) e ottenne la sua prima base su ball. L'28 settembre contro i Brewers, rubò la sua prima base. Concluse la stagione con 24 partite disputate nella MLB e 62 nella minor league, di cui 32 Tripla-A, 22 nella Doppia-A e 8 nella classe Rookie.
Iniziò la stagione 2015 nella MLB, ma il 3 giugno venne inserito nella lista degli infortunati per un problema alla caviglia sinistra. Tornò ai Cubs il 5 luglio, dopo aver disputato quattro partite nella Tripla-A. Chiuse la stagione regolare con 101 partite disputate nella MLB e 4 nella Tripla-A. Successivamente prese parte al suo primo post-stagione, in cui realizzò tre home run, nove valide complessive e cinque RBI.
Nel 2016 venne schierato principalmente nel ruolo di esterno sinistro. Conclusa della stagione regolare MLB con 86 presenze, prese parte alle sue prime World Series, dove realizzò due valide, ottenne tre basi su ball e subì quattro eliminazioni per strikeout. Al termine della serie, divenne campione con i Cubs che prevalsero per 4-3 contro gli Indians.
Il 7 dicembre 2016, i Cubs scambiarono Soler con i Kansas City Royals per Wade Davis.
Durante la stagione 2017, Soler giocò prevalentemente nella Tripla-A, categoria in cui venne trasferito a seguito di una serie di infortuni e di una frequente inconsistenza in battuta. Completò la stagione con 74 disputate nella Tripla-A e 35 nella MLB.
Dopo aver iniziato il campionato 2018 nella MLB, Soler dovette chiudere in anticipo la sua stagione a metà giugno a causa della frattura di un dito del piede. Disputò con i Royals solamente 61 partite.
Ristabilitosi dall'infortunio in tempo per l'inizio del campionato, Soler venne schierato come esterno destro e battitore designato. L'11 agosto 2019 venne nominato giocatore della settimana dell'American League. Il 3 settembre 2019, colpì il suo 39º fuoricampo stagionale, battendo il record nella sua franchigia, appartenente fino a quel momento a Mike Moustakas, che ne realizzò 38 nel 2017. Chiuse la stagione regolare a capo della classifica della AL in fuoricampo, con un totale di 48 home run. Durante la stagione partecipò a tutte le 162 partite disputate nella MLB.
Il 30 luglio 2021, i Royals scambiarono Soler con gli Atlanta Braves per il giocatore di minor league Kasey Kalich.
Durante la gara 6 delle World Series 2021 contro gli Astros, Soler colpì il fuoricampo da tre punti che portò in vantaggio i Braves nella partita decisiva della serie. Totalizzò durante le World Series, tre home run, sei valide complessive e sei RBI, venendo nominato MVP della serie. Divenne inoltre campione delle World Series per la seconda volta, dopo la vittoria del 2016 ottenuta con i Cubs. Diventò free agent a fine stagione.
Il 22 marzo 2022, Soler firmò un contratto triennale dal valore complessivo di 36 milioni di dollari con i Miami Marlins.

## Carriera internazionale
Soler venne convocato dalla nazionale cubana per il campionato mondiale under 18 del 2010, conquistando la medaglia di bronzo.

## Palmares

### Club
- World Series: 2

Chicago Cubs: 2016
Atlanta Braves: 2021

### Individuale
- MVP delle World Series: 1

2021
- Capoclassifica dell'AL in fuoricampo: 1

2019 (48)
- Giocatore della settimana: 1

AL: 11 agosto 2019

### Nazionale
- Campionato mondiale under 18:  Medaglia di bronzo

Team Cuba: 2010